# Одноразовый стаканчик

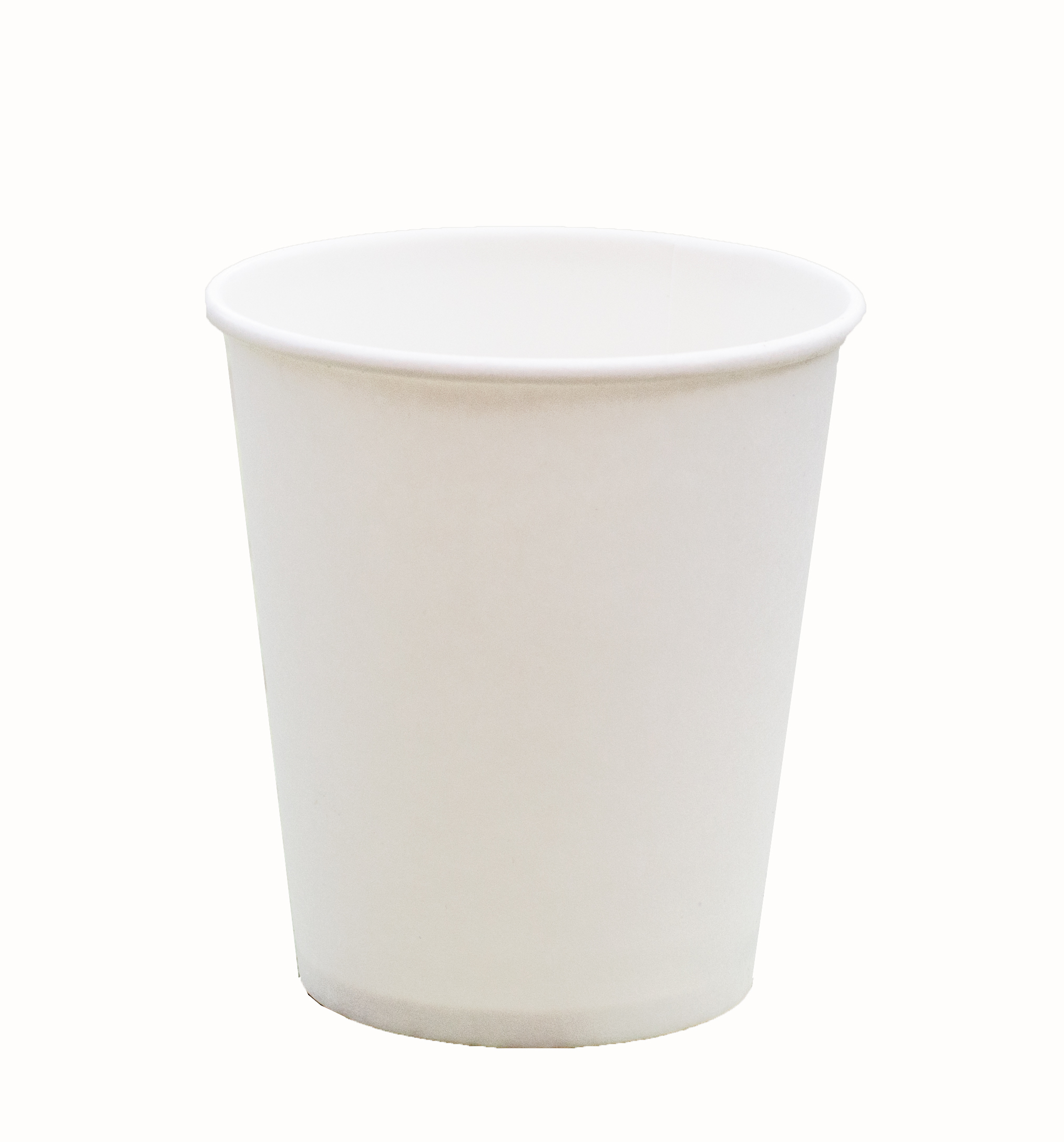
Простой бумажный стаканчик

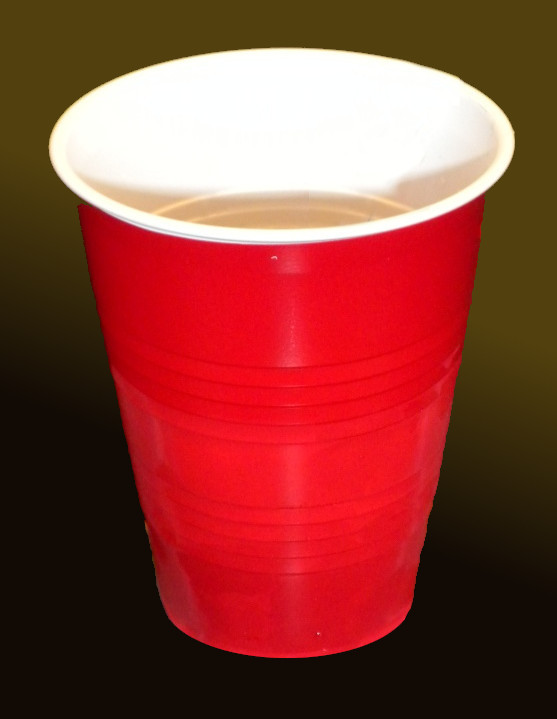
Пластиковый одноразовый стаканчик

Одноразовый стаканчик — одноразовая посуда для питья из картона или пластика.

## История
В 1907 году американец Лоуренс Луэллен, который занимался разработкой автомата для продажи газированной воды, предложил использовать для стаканчиков, в которые наливалась вода, проклеенную бумагу. В 1908 году он основал в Массачусетсе American Water Supply Company of New England, которая разместила автоматы по продаже питьевой воды на железнодорожных станциях и городских улицах. Но в городах США было много бесплатных кранов с обычной водой, откуда все желающие могли пить из металлической кружки, привязанной цепочкой к крану, поэтому автоматы по продаже воды не пользовались популярностью.
Тогда брат жены и компаньон Луэллена Хью Мур опубликовал в газете заметку о риске инфекции, которому подвергаются те, кто пьют воду, пользуясь одной кружкой на всех. В заметке приводились данные медицинского исследования, из которого следовало, что использование общественной посуды было причиной увеличения смертности среди учащихся школ Пенсильвании. В это же время известный доктор Сэмюель Крумбайн также вёл борьбу против кранов с кружками на улицах как рассадников эпидемий. В 1909 году он добился их запрета в Канзасе. Затем примеру Канзаса последовали другие штаты. 
В 1910 году Луэллен и Мур создали компанию «Индивидуальные питьевые стаканчики» (Individual Drinking Cup Company of New York), которая занялась производством одноразовых стаканчиков. Они сначала назывались Health Cup («кружка здоровья), но с 1919 года их переименовали в Dixie Cup в честь кукол, произведенных на нью-йоркской фабрике игрушек Dixie Doll Company Альфреда Шиндлера. Сама компания в 1943 году стала называться Dixie Cup Company.
Железнодорожная компания Lackawanna Railroad была одной из первых, которая начала использовать бумажные стаканчики в поездах в 1909 году. К 1917 году стаканы общего пользования в поездах полностью были заменены бумажными стаканчиками в законодательном порядке.
Еще большую популярность одноразовые стаканчики получили благодаря ресторанам быстрого питания McDonalds, использовать в которых многоразовую посуду было очень неудобно. 
В 1950-х годах появились пластиковые одноразовые стаканчики, которые были дешевле бумажных.

## Экологический аспект
Пластиковые стаканчики являются неэкологичными, так как срок разложения пластика может растянуться на 500 лет. В 2021 году в ЕС они были запрещены.
Почти все одноразовые бумажные стаканчики изнутри также покрыты тонким слоем полиэтилена: чтобы стакан выдерживал высокую температуру и не промокал. Из-за сплава бумаги и пластика материал почти невозможно переработать. В естественной среде бумага разложилась бы за 1-2 года, но из-за наличия пластика в составе одноразовые стаканчики обречены десятилетиями лежать на свалке.
Для производства бумажных стаканчиков используют так называемую первичную целлюлозу, которую получают из древесного сырья. Чтобы произвести 2,5 тысячи стаканчиков, нужно срубить одно дерево. Во всём мире для производства одноразовых бумажных стаканчиков ежегодно вырубают 32 миллиона деревьев.
Деревья растут в среднем 50 лет, но когда становятся стаканчиками, превращаются в мусор уже через 15 минут после покупки.
В Великобритании компания Frugalcup стала производить стаканчики с двойной основой: каркас такого стаканчика сделан из переработанной бумаги, а в него вставляется тонкий водонепроницаемый пластиковый вкладыш. После использования обе части отправляются на переработку отдельно. 
В России в 2021 году петербургская компания «ПолиКап» начала производить бумажные стаканчики без слоя пластика. В качестве сырья используется финский картон с барьерным слоем, защищающий от промокания. Крышечки для этих стаканчиков производятся из багассы, целлюлозы, которая остается от переработки сахарного тростника.
Другой петербургский производитель одноразовой посуды «Дженерал Пак» производит бумажные стаканчики в виде конусов без внутреннего пластикового покрытия, которые не протекают в течение часа, поскольку для их производства используют бумагу из хвойных пород дерева с высоким содержанием смолы, которая дольше не пропускает влагу. 
Американская компания The Plantable Coffee Cup в биоразлагаемые стаканчики из вторично переработанной бумаги «вклеивает» семена сидератов — растений, которые улучшают структуру почвы и обогащают ее питательными веществами. Примерно через полгода после разложения выброшенного стаканчика эти семена прорастают.